# Битва при Мартосе
Битва при Мартосе была второстепенным сражением испанской Реконкисты между Мартосом и Торредонхимено в Андалусии в 1275 году. Битва велась между войсками Гранадского эмирата и Кастильского королевства. В результате битвы кастильские силы были полностью уничтожены. Существует некоторая путаница в датах, поскольку разные авторы указывают разные даты. Арагонский историк Херонимо Сурита, например, сообщает, что описанные здесь события происходили в период с мая по август; однако более современные авторы помещают их между сентябрем и октябрем.

## Исторический контекст
В начале 1270-х годов Гранадский эмират Насридов платило парии могущественной христианской короне Кастилии. В 1273 году король Кастилии Альфонсо X поднял дань на огромную сумму в 300 000 мараведи, и это было сочтено неприемлемым гранадским эмиром Мухаммедом II, который решил обратиться за помощью к султану Маринидского государства, Абу Юсуфу Якубу ибн Абд аль-Хакку. Этот немедленно воспользовался случаем и летом 1275 года переправился через Гибралтарский пролив с большой армией, которая вместе с гранадскими войсками напала на кастильскую территорию. Король Альфонсо X в то время находился вдали от Испании, а его сын и наследник, инфант Фердинанд де ла Серда, был регентом королевства. Фердинанд бросился собирать войска, но неожиданно умер в Вилья-Реале (август 1275 года). Страна была без лидера, и мавры имели преимущество на юге. В сентябре старший аделантадо Андалусии Нуньо Гонсалес де Лара попытался остановить их, но потерпел поражение и был убит в битве при Эсихе. Молодой архиепископ Толедский, инфант Санчо Арагонский, встал во главе отряда рыцарей из Толедо, Мадрида, Гвадалахары и Талаверы и двинулся на юг, чтобы перехватить захватчиков . Другой военный отряд двигался к Хаэну под командованием Лопе Диаса де Аро.

## Битва
Кастильцы находились в Торределькампо, когда архиепископ Санчо Арагонский получил известие от Альфонсо Гарсии, командора Мартоса Ордена Калатравы, о том, что мавританское войско близко, полное добычи и пленных христиан. Его собственные люди посоветовали ему подождать, пока до него доберутся силы Лопе Диас де Аро, прежде чем атаковать, но упрямый молодой Санчо, тем не менее, решил атаковать немедленно. Бой, вероятно, произошел недалеко от Торредонхимено. Кастильцы, превосходящие численностью, были разрублены на куски, и немногим рыцарям удалось бежать, большинство из них были убиты или взяты в плен. Архиепископ Санчо Арагонский встретил очень безобразную смерть. Он попал в плен, но, будучи признан заложником большой важности (он был сыном короля Арагона Хайме I), военачальники Насридов и Маринидов начали спорить о том, кому он принадлежал. Чтобы прекратить спор, гранадский губернатор Малаги убил инфанта, обезглавил его и отрубил руку с епископскими перстнями. Голову отдали Маринидам, а руку Насридам.

## Последствие
Лопе Диас де Аро удалось вернуть тело архиепископа, но он не стал преследовать мавров. Кастилию возглавил второй сын короля Альфонсо X, инфант Санчо, который вернулся из Франции и взял на себя инициативу, организовав стремительную оборону южной территории. Арагон атаковал Гранаду с юго-востока. Маринидский султан Абу Юсуф Якуб ибн Абд аль-Хакк в этот момент вернулся в Магриб, и перемирие между Кастилией и Гранадой вступило в силу «де-факто». Эти события положили начало так называемой битве при проливе между Кастилией и марокканцами, которая длилась до 1350-х годов.